# كمال ناصر برهم
كمال ناصر أسعد برهم (وُلد عام 1944 في رامين، طولكرم – )، ويُعرف باسم كمال ناصر، وهو سياسي أردني فلسطيني، يشغل منصب المستشار الخاص للملك الأردني عبد الله الثاني بن الحسين.

## نشأته وتحصيله العلمي
وُلد كمال ناصر أسعد برهم في قرية رامين في محافظة طولكرم عام 1944، تلقى تعليمه الابتدائي والإعدادي والثانوي في مدارس فلسطين. حصل عام 1966 على درجة البكالوريس في تخصص الحقوق من جامعه دمشق، وعلى درجة الدكتوراه في «القانون البحري» عام 1980 من جامعة القاهرة.

## حياته العملية
- عمل محاميًا ومستشاراً قانونيًا ومحكمًا.[4]
- عمل محاضراً في عدد من الجامعات الأردنية.[4]
- عضو اتحاد المحامين العرب.[5]
- عضو اللجنة الملكية الأردنية لمكافحة الفساد.[4]
- عضو هيئة كلنا الأردن.[4]

## مناصبه
- انتخب نقيبًا للمحامين الأردنيين عام 1993 واستمر حتى عام 1996.[6]
- الأمين العام المساعد لاتحاد المحامين العرب عام 1996.[7]
- وزير التنمية الإدارية الأردني في حكومة عبد الكريم الكباريتي، (4 فبراير 1996 – 19 مارس 1997).[8]
- وزير التنمية السياسية الأردني ووزير الدولة الأردني للشؤون القانونية في حكومة نادر الذهبي، (25 نوفمبر 2007 – 23 فبراير 2009).[9]
- عضو مجلس الأعيان الأردني الرابع والعشرون، (25 نوفمبر 2010 – 25 أكتوبر 2011).[10]
- عضو مجلس الأمة الأردني، (25 نوفمبر 2010 – 25 أكتوبر 2011).
- عضو مجلس الأعيان الأردني السادس والعشرون، (25 أكتوبر 2013 – 27 سبتمبر 2016).[11]
- عضو مجلس الأعيان الأردني السابع والعشرون، (28 سبتمبر 2016 – 27 سبتمبر 2020).[12]
- عضو مجلس الأمة الأردني، (25 أكتوبر 2013 – 27 سبتمبر 2020).
- في 1 أبريل 2019،[13] عين مشرفًا لوحدة التخطيط والإجراءت في الديوان الملكي الأردني.[14]
- في 23 أبريل 2019، صدرت إرادة ملكية بتعينه مستشاراً للملك عبد الله الثاني بن الحسين للسياسات والإعلام.[15]
- وفي 18 أغسطس 2020، صدرت إرادة ملكية بتعينه مستشاراً للملك عبد الله الثاني بن الحسين.[16]